# Муминов, Мусидин
Мусидин Муминов — советский узбекистанский хозяйственный деятель, Герой Социалистического Труда.

## Биография
Родился в 1912 году в Ферганской области Туркестанского края. Член КПСС с 1946 года.
В 1934—1937 — табельщик, в 1937—1940 — заведующий животноводческой фермой, в 1940—1943 — заместитель председателя колхоза «Москва» Тюря-Курганского района Наманганской области.
Участник Великой Отечественной войны.
В 1946—1972 — бригадир полеводческой бригады колхоза «Москва» Тюря-Курганского района Наманганской области.
Указом Президиума Верховного Совета СССР от 11 января 1957 года присвоено звание Героя Социалистического Труда с вручением ордена Ленина и золотой медали «Серп и Молот».
С 1972 года — персональный пенсионер союзного значения.
Умер после 1980 года в Наманганской области.

## Награды и звания
- Герой Социалистического Труда (11.01.1957)
- Орден Ленина (11.01.1957)